# Ehrenburg (Plaue)

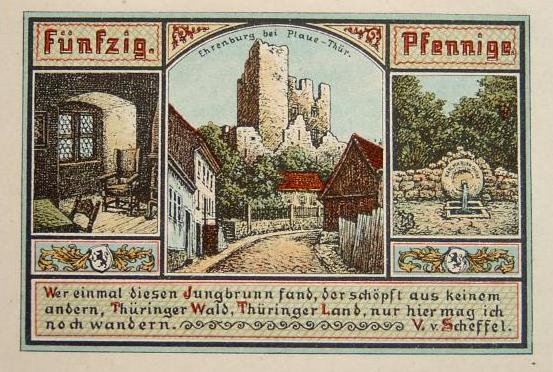
Die Ehrenburg auf einem Notgeldschein aus Plaue.

Die Ehrenburg ist eine Höhenburg am westlichen Hang des Geratals oberhalb der Stadt Plaue im Ilm-Kreis in Thüringen (Deutschland).

## Geschichte
Heinrich der VII., der von 1285 bis 1326(?) regierte, war ein Freund des Deutschen Kaisers Ludwig IV. von Bayern. Als dieser ihn 1323 in Arnstadt besuchte, überredet er ihn, den Thüringer Landgrafen Friedrich von Thüringen (Ludwigs Schwiegersohn) zu bitten, ihm zu erlauben, in Plaue eine Burg zu erbauen. Diese Erlaubnis erteilte Friedrich von Thüringen Heinrich VII. am 12. Juli 1324. Die Urkunde ist im Staatsarchiv erhalten.
Heinrich der VII. fiel bei der Verteidigung der Mark Brandenburg 1326, möglicherweise schon 1324 und ist in Berlin begraben. Es ist deshalb mehr als wahrscheinlich, dass er zum Zeitpunkt des Burgenbaus gar nicht mehr vor Ort war. Das Land fiel an seine Söhne Heinrich X. und Günther XXI.
1416 verpfänden die Schwarzburger Grafen die Ehrenburg für 968 Rheinische Gulden an die Familie von Witzleben, einem alten Thüringer Adelsgeschlecht, welches in Plaue auch schon länger ein Fuhrgeschäft (Vorspann) betreibt. 1420 wird die Burg an Heinrich den Älteren auf Lebenszeit verpfändet. Nach seinem Tod 1430 wird die Burg 1482 von Graf Günther XXXVI. von Schwarzburg-Arnstadt für 1200 Gulden an das Haus Lichtenberg verpfändet.
Mit Beginn des 16. Jahrhunderts wurde die Burg nicht mehr genutzt und verfiel langsam. Ihr militärischer Nutzen war im Zeitalter der Kanonen nicht mehr gegeben.
Mit dem Beginn der Entwicklung einer Deutschen Nation begann Mitte des 19. Jahrhunderts eine Rückbesinnung auf die Burgen der Vorfahren und ihre Symbolkraft. Ab 1853 begannen Aufräumungsarbeiten an der Ehrenburg, welche der Schwarzburger Fürst Günter Friedrich Carl II. finanzierte. 1913 kaufte der plausche Kammerherr Arthur von Schierholz mit Genehmigung des Landtages und des Gemeinderates die Burg für 10.000 Mark unter der Maßgabe, sie der Öffentlichkeit zugänglich zu machen. Die Burg wurde restauriert und in Teilen wiederaufgebaut und gesichert. Die alte Ritterküche wurde nicht wieder aufgebaut, jedoch entstanden in den Obergeschossen gastronomische Einrichtungen. Bei der Sanierung wurde nicht unbedingt viel Wert auf eine historisch korrekte Wiederherstellung der Burg geachtet, sondern eher auf ihre gastronomischen Nutzwert. Der unterirdische Fluchtweg Richtung Zimmertal wurde so zur Toilette und zur Verrohrung derselben missbraucht. Erst mit dem Einsturz einer Seitenmauer in den späten 1980er Jahren wurde der alte Fluchttunnel aus der Burg in Richtung Zimmertal wieder sichtbar.
Bis 1988 wurde die Burg nun gastronomisch bewirtschaftet. Die Wirtsleute waren folgende:
- Armin Erdenberger,
- Familie Straube,
- Familie Arthur Walter,
- Oskar Röhr (1942–1950),
- Familie Günsche,
- Herr Fischer (Spitzname „Racker“) – er besaß den ersten Fernseher von Plaue,
- Erich Müller,
- Dieter Beck,
- Roswitha Bolduan,
- Hermann Hüttner,
- Siegfried Karnahl,
- Käthe Jagdmunth

1962 wurden die Gasträume renoviert. In den 1980er Jahren wurde die gastronomische Einrichtung zu einem Treffpunkt der Jugend, verlor aber zunehmend ihren einstigen guten Ruf. Der Rittersaal oder der von ihm aus erreichbare Turm waren da schon lange nicht mehr öffentlich zugänglich. 1988 wurde die auch bei den zahlreichen FDGB-Urlaubern von Plaue beliebte Gaststätte geschlossen. Gründe dafür waren die schlechte Auslastung außerhalb der Saison, die Renovierungsbedürftigkeit der gesamten Einrichtung und insbesondere auch Sicherheitsmängel. Die Gaststätte befand sich im 2. Obergeschoss und verfügte nicht über einen zweiten Fluchtweg, auch war es unmöglich mit Drehleitern nah genug an das Gebäude heranfahren zu können, um eingeschlossene Opfer aus den Fenstern oder vom Dach abbergen zu können. Es gab zwischen Burg und der sie umschließenden Mauer auch nicht genug Platz für ein Sprungkissen. Pläne im dafür bestens geeigneten Turm einen zweiten Fluchtweg einzubauen kamen bis zur Wende nicht mehr zur Ausführung.
1991 wurde die Burg an die Familie von Schierholz rückübertragen und war ab da nicht mehr zugänglich. Die Familie von Schierholz verkaufte die Burg im Jahr 2000 an einen Immobilienmakler, welcher versuchte die Burg für plauesche Bürger komplett zu sperren und sie weiträumig einzuzäunen. Dies scheitert aber daran, dass plauesche Bürger ein Jahrhunderte altes Wegerecht beanspruchen. Im Jahr 2008 verkauft der Makler die Burg an ein deutsch-britisches Ehepaar, welches das Umfeld wieder öffnete und die Burg langsam wieder instand setzen will. Es werden auch Bausünden aus dem ersten Wiederaufbau rückgängig gemacht und es ist plaueschen Bürgern nach Absprache mit den Eigentümern oder in deren Abwesenheit mit den lokalen Verwaltern der Burg wieder möglich, die Burg zu betreten. Letztlich erfüllen die heutigen Besitzer somit die Auflagen, welche 1913 der Familie von Schierholz beim Kauf der Burg von der Stadtverwaltung gemacht wurden.

## Anlage
Die Burganlage besteht aus der Kernburg, aus Palas und Bergfried, die von einer Ringmauer umschlossen ist. Des Weiteren wurden im Süden und Osten zusätzliche Mauern errichtet, um diese Flanken zu schützen. Die Burg ist in ihrer Anlage den nahen Burgen in Liebenstein und Ehrenstein ähnlich: auf einem rechteckigen Grundriss wurden Turm und Palas errichtet. Heute ist die Burg in Privatbesitz und nicht öffentlich zugänglich.

## Name der Burg
Die Schreibweise der Burg wechselt in alten Urkunden. Es ist dort von der Ernberg, Ernburg oder Ernborg die Rede. Die Schreibweise „Ernborg“ ist auch der heute noch in Plaue übliche Name für die Burg.
Die Entstehung des Namens ist umstritten. Es gibt Theorien, welche den Namen auf Oern (altdeutsch für Ahorn) ableiten. Andere meinen, es heiße „Geraburg“, benannt nach dem Fluss „Gera“, der altdeutsch als „Ger“ bezeichnet wurde und somit damals den Namen „Gerburg“ ergeben würde. Weiterhin wird vermutet, dass es einen vorgeschichtlichen Besitzer namens „Erin“ oder „Ero“ gegeben haben könnte. Wieder andere deuten den Namen als „Herrn-Burg“, welcher altdeutsch zu „Ernborg“ würde. Eine weitere glaubhafte Deutung geht in die Richtung, dass der Name aus der altdeutschen Formulierung für „Dreieck“ abgeleitet wurde, denn die Burg bildet mit der restlichen Befestigungsanlage der Stadt Plaue ein Dreieck. Am unwahrscheinlichsten ist die volkstümliche Deutung, nach welcher der Name von „Ehre“ abgeleitet wurde. Die wahrscheinlichste Deutung des Namens dürfte die Bezeichnung „Herrenburg“ sein. Im Mittelalter war „Er“ gleichbedeutend mit dem heutigen „Herr“. Die Burg gehörte damals immer fremden „Herren“.

## Die Burglinde
Die Burglinde ist ein Baum, der vor der eigentlichen Burganlage beim Bau der Burg 1324 gepflanzt wurde. Dieser Baum ist der älteste Baum Thüringens.
Der Baum ist innerlich abgestorben und hohl, aber immer noch am Leben. In den letzten hundert Jahren erfolgten immer wieder größere Beschneidungen von abgestorbenen Ästen, aber auch Sicherungen mit Metallbändern erfolgten. Der Baum steht unter Naturschutz.